# Tengerikígyó-félék
A tengerikígyó-félék (Hydrophiidae) a hüllők (Reptilia) osztályába a pikkelyes hüllők (Squamata) rendjébe és a kígyók (Serpentes) alrendjébe tartozó család.

16 nem és 62 faj tartozik a családba.
Egyes rendszerek a mérgessiklófélék (Elapidae) családjába sorolják őket.

## Rendszerezés
A családba az alábbi nemek és fajok tartoznak
- Acalyptophis (Boulenger, 1869) – 1 faj
  - Acalyptophis peronii

- Aipysurus (Lacépède, 1804) – 7 faj
  -  Aipysurus apraefrontalis
  - Aipysurus duboisii
  - Aipysurus eydouxii
  - Aipysurus foliosquama
  - barna tengerikígyó (Aipysurus fuscus)
  - nagy tengerikígyó (Aipysurus laevis)
  - Aipysurus tenuis

- Astrotia (Fischer, 1855) – 1 faj
  - Stokes-tengerikígyó (Astrotia stokesii)

- Enhydrina (Gray, 1849) – 2 faj
  - Csőrös tengerikígyó (Enhydrina schistosa)
  - Zweifel-tengerikígyó (Enhydrina zweifeli)

- Ephalophis (Smith, 1931) – 1 faj
  - Ephalophis greyi

- Hydrelaps (Boulenger, 1896) – 1 faj
  - Hydrelaps darwiniensis

- Hydrophis (Pierre André Latreille, 1801) – 34 faj
  - délkelet-ázsiai tengerikígyó (Hydrophis atriceps)
  - Belcher-tengerikígyó (Hydrophis belcheri)
  - Hydrophis bituberculatus
  - Brooke-tengerikígyó (Hydrophis brookii)
  - sötétkéköves tengerikígyó (Hydrophis caerulescens)
  - Günther-tengerikígyó (Hydrophis cantoris)
  - Cogger-tengerikígyó (Hydrophis coggeri)
  - Kékgyűrűs tengerikígyó (Hydrophis cyanocinctus)
  - Czeblukov-tengerikígyó (Hydrophis czeblukovi)
  - díszes tengerikígyó (Hydrophis elegans)
  - csíkos tengerikígyó (Hydrophis fasciatus)
  - kisfejű tengerikígyó (Hydrophis gracilis)
  - kékesszürke tengerikígyó (Hydrophis inornatus)
  - Hydrophis kingii
  - Kloss-tengerikígyó (Hydrophis klossi)
  - Lambert-tengerikígyó (Hydrophis lamberti)
  - perzsa tengerikígyó (Hydrophis lapemoides)
  - McDowell-tengerikígyó (Hydrophis macdowelli)
  - Hydrophis major
  - Bombay-i tengerikígyó (Hydrophis mamillaris)
  - feketefejű tengerikígyó (Hydrophis melanocephalus)
  - feketecsíkos tengerikígyó (Hydrophis melanosoma)
  - Hydrophis nigrocinctus
  - Russel-tengerikígyó (Hydrophis obscurus)
  - ékes tengerikígyó (Hydrophis ornatus)
  - csendes-óceáni tengerikígyó (Hydrophis pacificus)
  - Smith-tengerikígyó (Hydrophis parviceps)
  - Garman-tengerikígyó (Hydrophis semperi)
  - Hydrophis sibauensis
  - sárga tengerikígyó (Hydrophis spiralis)
  - galléros tengerikígyó (Hydrophis stricticollis)
  - nyugati nyakláncos tengerikígyó (Hydrophis torquatus)
  - Kharin-tengerikígyó (Hydrophis vorisi)
  - Hydrophis walli

- Kerilia (Gray, 1849) – 1 faj
  - Kerilia jerdonii

- Kolpophis (M. A. Smith, 1926) – 1 faj
  - Kolpophis annandalei

- Lapemis (Gray, 1835) – 1 faj
  - kurta tengerikígyó (Lapemis curtus)

- Laticauda (Laurenti, 1768) – 5 faj
  - sárgaajkú tengerikígyó (Laticauda colubrina)
  - Crocker-tengerikígyó (Laticauda crockeri)
  - feketeöves tengerikígyó (Laticauda laticaudata)
  - laposfarkú tengerikígyó (Laticauda schistorhynchus)
  - kínai tengerikígyó (Laticauda semifasciata)

- Parahydrophis (Burger & Natsuno, 1974) – 1 faj
  - Parahydrophis mertoni

- Pelamis (Daudin, 1803) – 1 faj
  - sárgahasú tengerikígyó (Pelamis platura)

- Thalassophis (Schmidt, 1852) – 1 faj
  - Thalassophis ano

- Tropidechis (Günther, 1863) – 2 faj
  - karimás érdeskígyó (Tropidechis carinatus)
  - Tropidechis sadlieri